# Henri Mouton
Henri Julien Désiré Mouton (* 5. September 1869 in Cambrai, Département Nord; † 13. Juni 1935 in Bezons, Département Val-d’Oise) war ein französischer Biologe und Chemiker.

## Leben
Mouton begann 1889 sein Studium an der École normale supérieure und wurde 1902 mit einer Dissertation über die Verdauung bei den Amöben zum docteur ès sciences promoviert. Er war Biologe am Institut Pasteur und ab 1917 maître de conférences an der Faculté des sciences in Paris. 1927 wurde er dort Professor für physikalische Chemie.
Seine bedeutendste Arbeit war 1907 die Entdeckung des Cotton-Mouton-Effekt in Zusammenarbeit mit Aimé Auguste Cotton (1869–1951). Mouton übersetzte ebenfalls vier Werke von Jacques Loeb aus dem Englischen ins Französische.

## Schriften
- Recherches sur la digestion chez les amibes et sur leur diastase intracellulaire. Charaire, Sceaux 1902. Zugleich Dissertation Nr. 1106 an der Faculté des sciences, Paris 1902.
- (mit A. A. Cotton): Les Ultramicroscopes et les objets ultramicroscopiques. Masson, Paris 1906.
- (mit A. A. Cotton): Nouvelle propriété optique (biréfringence magnétique) de certains liquides organiques non colloïdaux. In: Comptes Rendus hebdomadaires des Séances de l'Académie des Sciences Paris, Nr. 145, 1907, S. 229–231.
- (mit A. A. Cotton): Sur la biréfringence magnétique des liquides organiques. In: Comptes Rendus hebdomadaires des Séances de l'Académie des Sciences Paris,. Nr. 145, 1907, S. 870–872.
- (mit A. A. Cotton): Sur la biréfringence magnétique des liquides purs, comparaison avec le phénomène électro-optique de Kerr. J. Phys. Theor. Appl. 1 (1911), S. 5–52.

## Übersetzungen
- Jacques Loeb: La conception mécanique de la vie. Félix Alcan, Paris 1914 (englisch: The Mechanistic Conception of Life: Biological Essays (1912). Übersetzt von Henri Mouton).
- Jacques Loeb: Les Protéines. Paris 1924 (englisch: Proteins and the Theory of Colloidal Behaviour (1922). Übersetzt von Henri Mouton).
- Jacques Loeb: La théorie des phénomènes colloïdaux. Félix Alcan, Paris 1925.
- Jacques Loeb: Les Bases physico-chimiques de la régénération. Gauthier-Villars et Cie, Paris 1926 (englisch: Regeneration from a Physico-Chemical Viewpoint (1924). Übersetzt von Henri Mouton).